# Підгальські гуралі
Підгальські гуралі (пол. Górale podhalańscy) — польська етнографічна група жителів Підгалля, регіону Татр, розташованого нижче галь — високогірних пасовищ, де ведеться вівчарство. Гуралі мають свій власний фольклор — костюми, танці, діалект, народне мистецтво та будівництво.
Фольклор підгальських гуралів схожий на фольклор словацьких жителів південної сторони Високих Татр.
Найбільше місто регіону — Новий Торг, друге за кількістю мешканців — Закопане, польський центр туризму і зимових видів спорту.
Населення прибуло з Галичини, вони порівняно пізно почали селитися в Підгаллі. Ця група розробила різні економічні умови життя, більшої свободи і незалежності, ніж в низинах. Ніколи не були рабами. Крім того, вони находились під впливом русинської та лемківської культури зі сходу, а також через активні контакти зі словацьким населенням на південній стороні Карпат. Назва регіону Підгалля з'явилася у середині XIX століття.
Підгальські гуралі з'явилися вже наприкінці XVIII століття в польських операх «Краковяци і гуралі» (Krakowiacy i Górale) Яна Стефані (1794) і «Галька» (Halka) Станіслава Монюшка (1848—1858), а також у балеті-пантомімі «Харнасє» (Harnasie) Кароля Шимановського (1923—1931).
В середині XIX століття польські вчені і художники з Кракова звернули увагу на самобутню культуру підгальських гуралів. Незабаром вся Польща захопилась культурою і мистецтвом нагір'я. У Татрах з'явились альпіністи, потім лещетарі. Під впливом туризму появилась комерціалізація регіональної культури. Почалось масове виробництво сувенірів із Закопаного.
Під час другої світової війни гітлерівці закликали гуралів створити окрему націю («Goralenvolk»), але знашли лише кілька зрадників.
Раніше підгальські гуралі заробляли на вівчарстві, виробництві сиру («осципек») і продажі шуб, а пізніше як путівники в горах, а в даний час мають заробіток насамперед на туризмі.
Для гуральського фольклору належить також «цюпага» (Бартка).

## Ресурси Інтернету

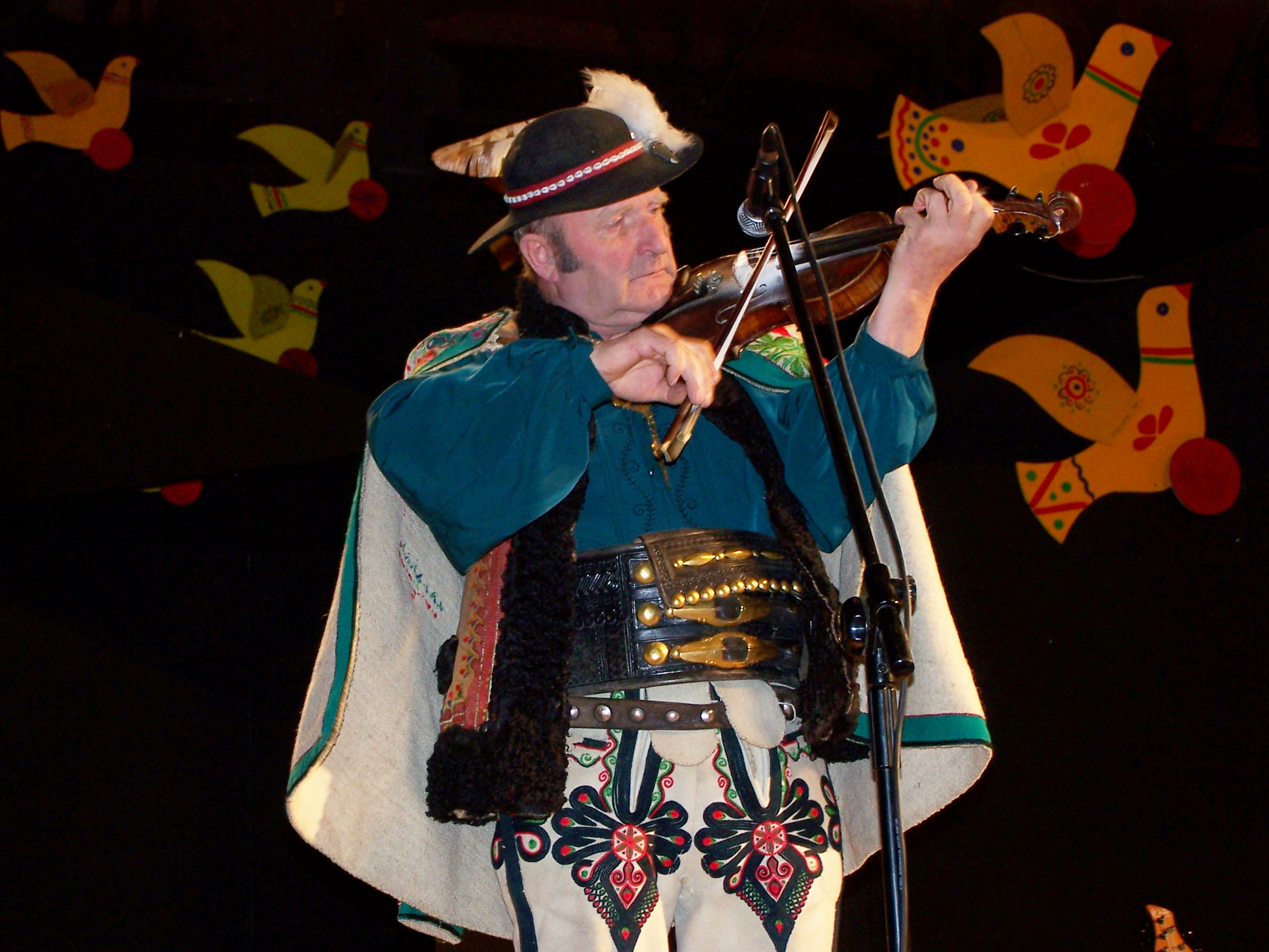
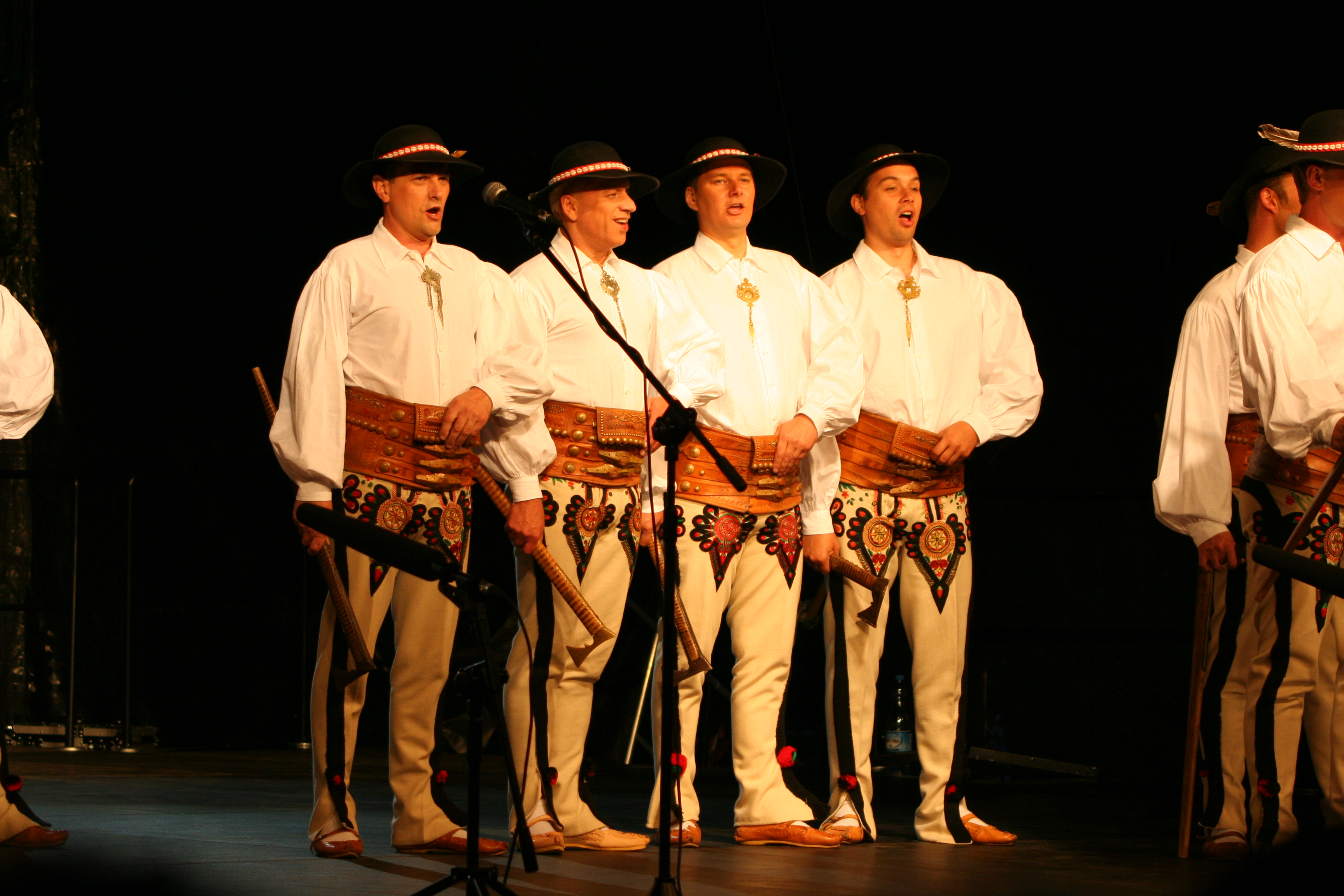
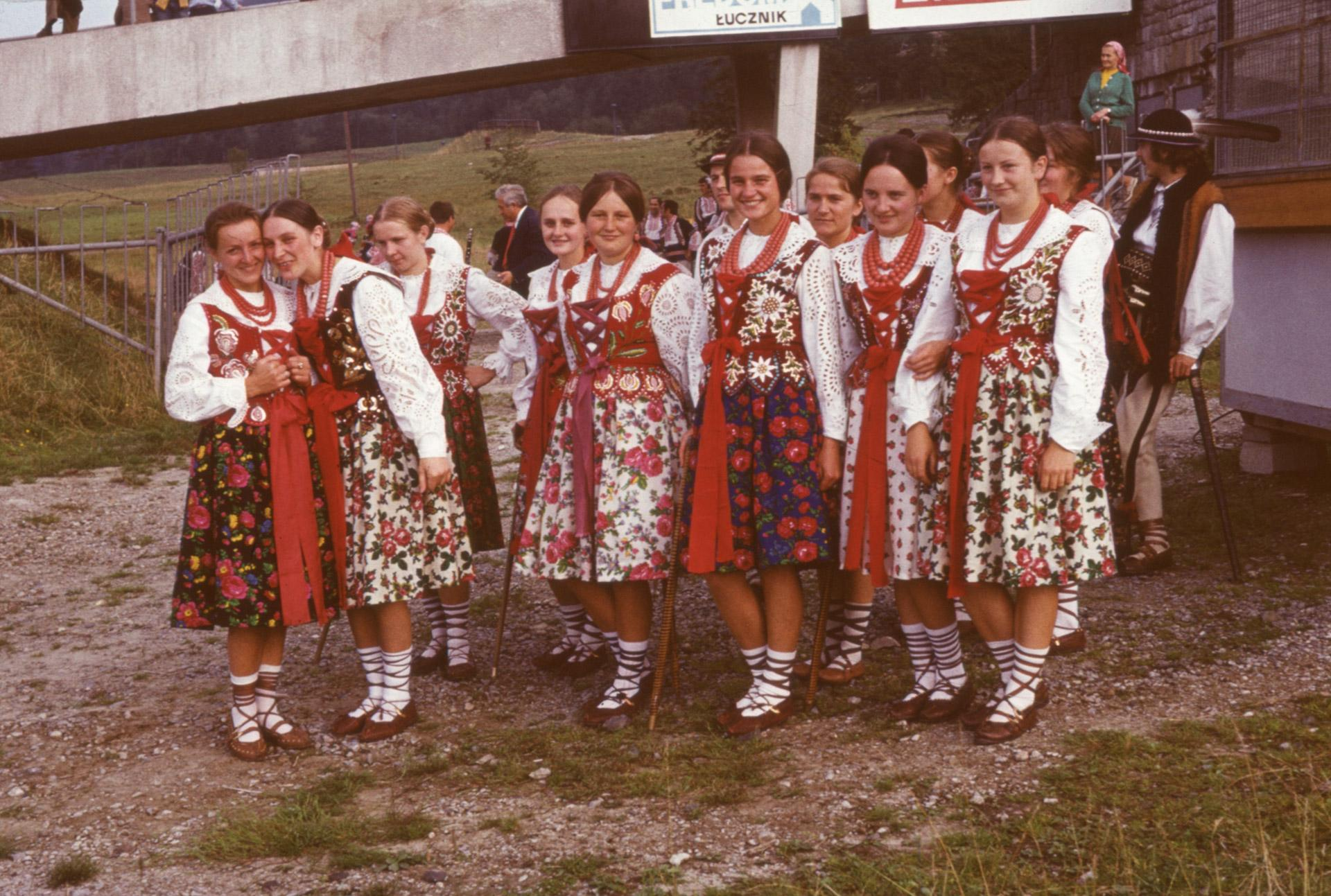
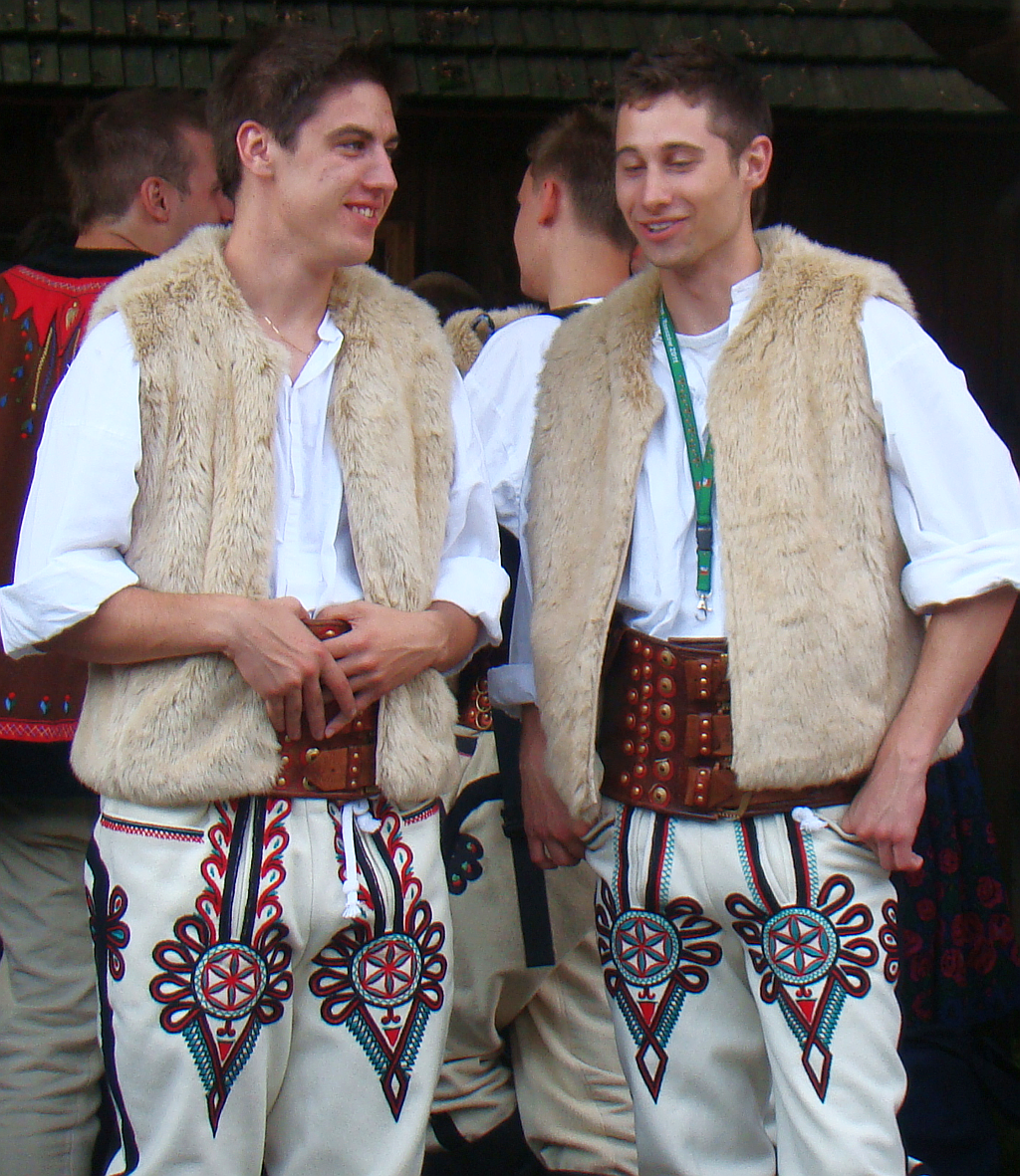
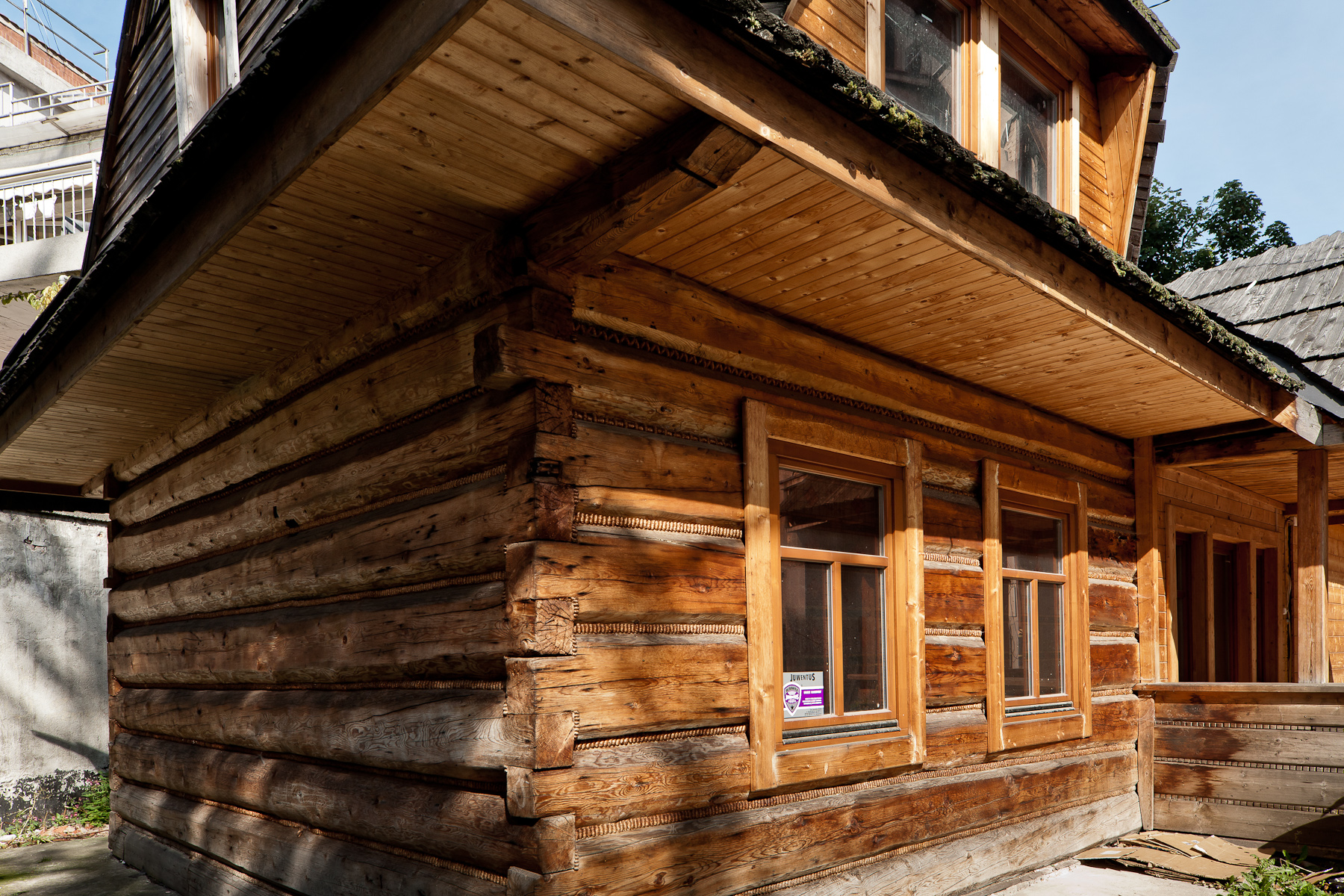
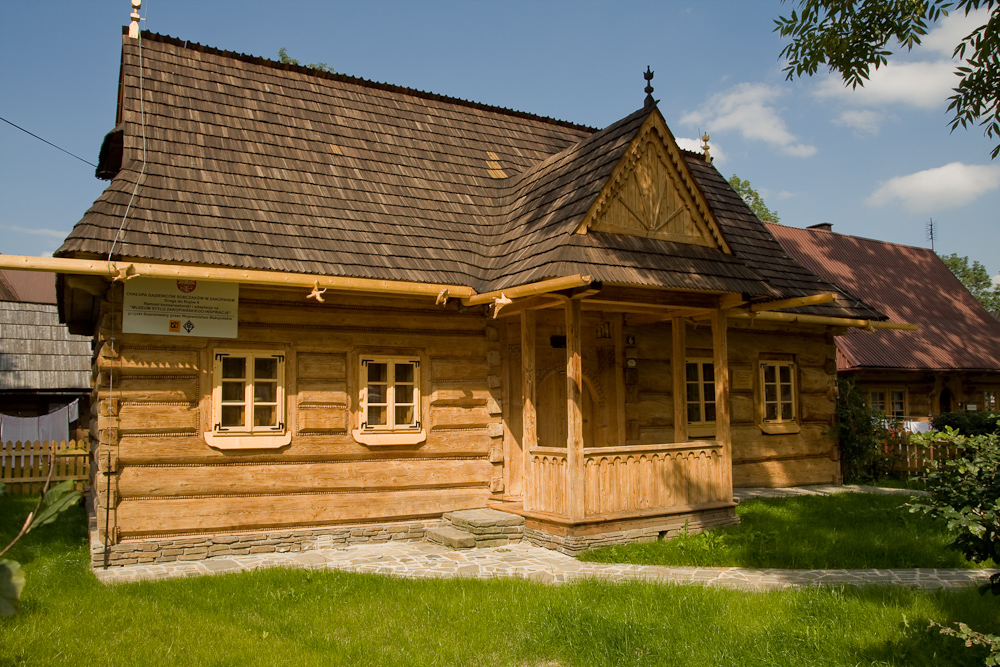
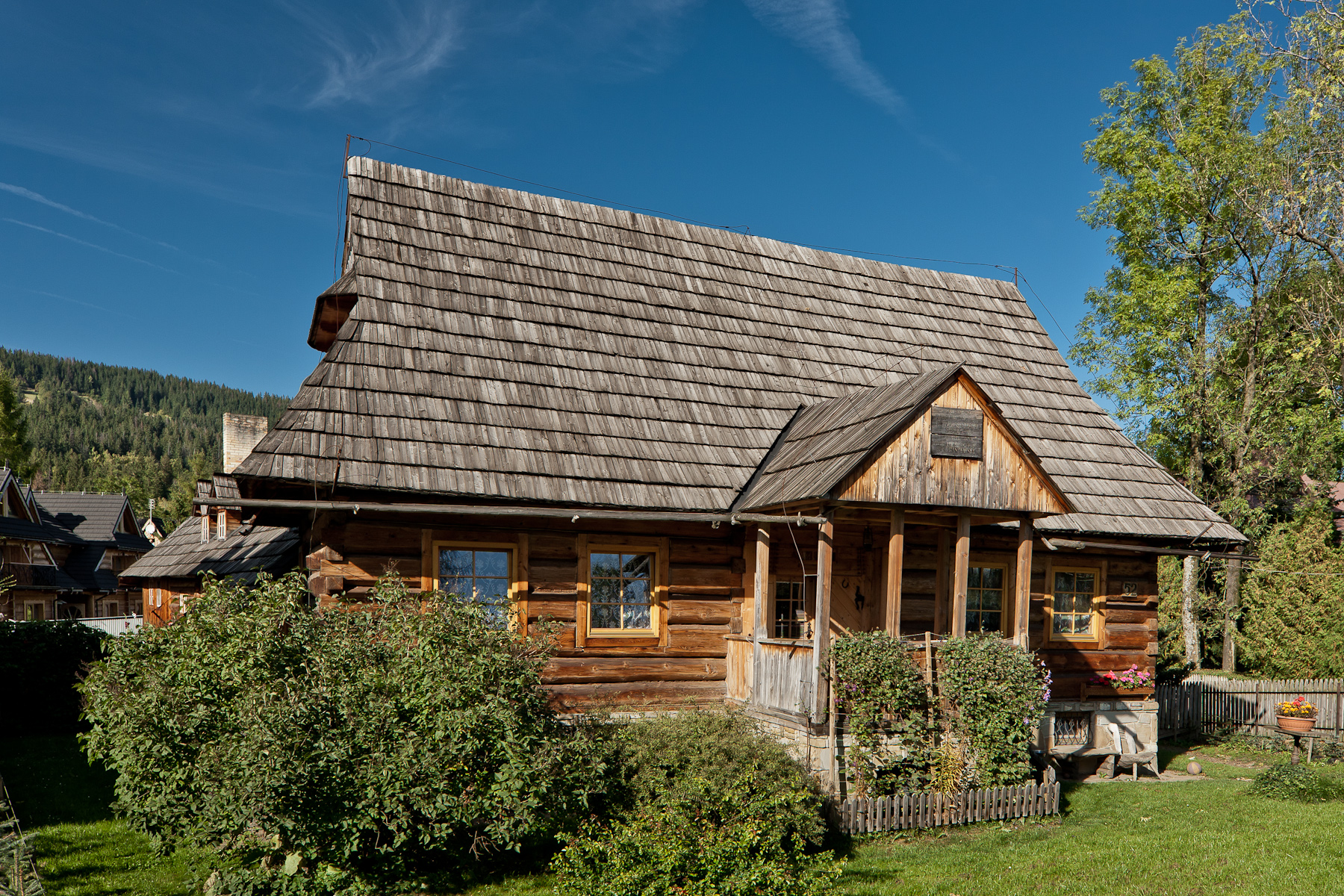
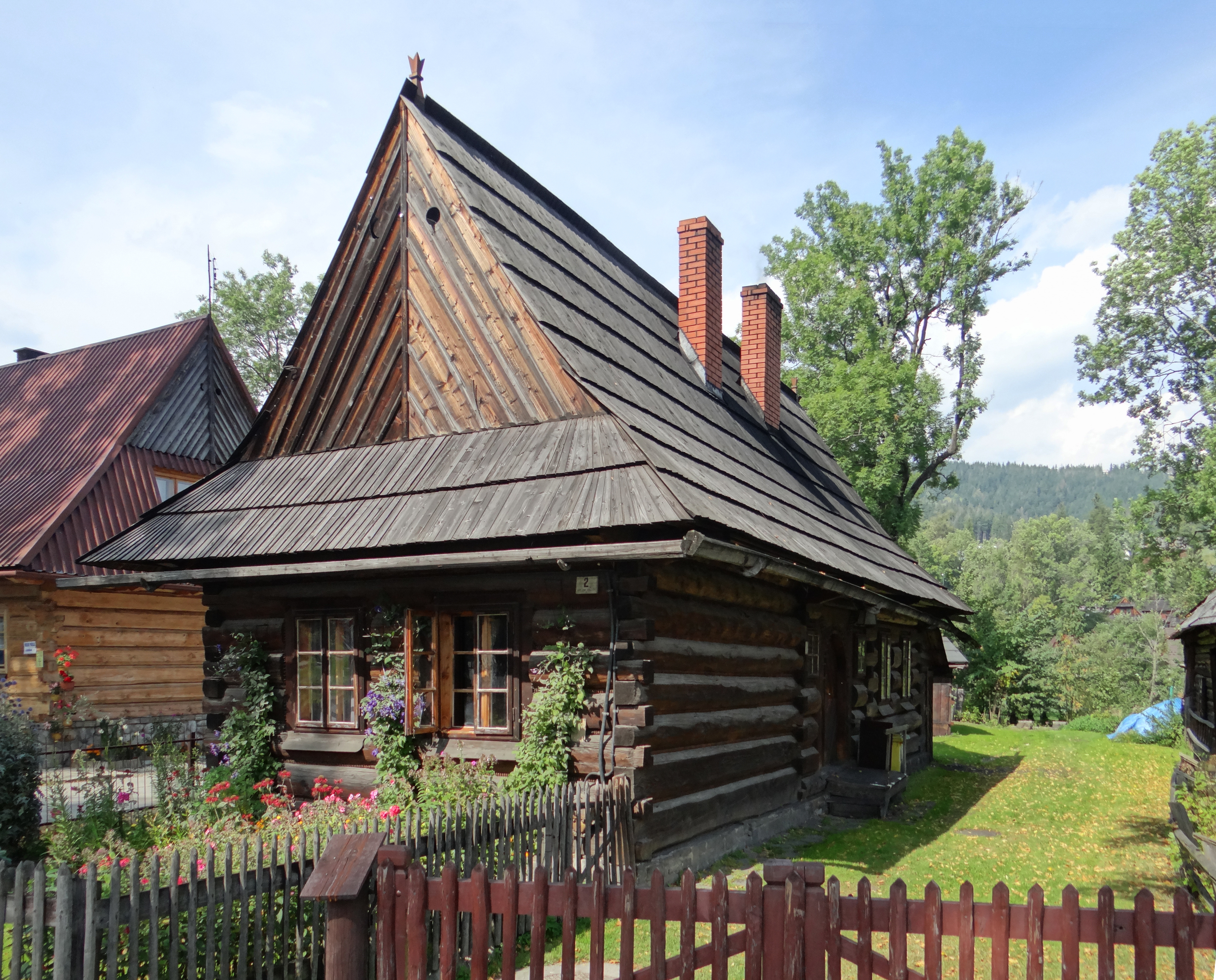

- Костюми Підгальськіх гуралів